# Districtul Non Khun
Non Khun (în thailandeză โนนคูน) este un district (Amphoe) din provincia Sisaket, Thailanda, cu o populație de 37.865 de locuitori și o suprafață de 256,853 km².

## Componență
Districtul este subdivizat în 5 subdistricte (tambon), care sunt subdivizate în 80 de sate (muban).
| Nr. | Nume      | În thailandeză | Sate | Locuitori |  |
| --- | --------- | -------------- | ---- | --------- |  |
| 1.  | Non Kho   | โนนค้อ          | 20   | 8,100     |  |
| 2.  | Bok       | บก             | 17   | 9,589     |  |
| 3.  | Pho       | โพธิ์            | 13   | 5,605     |  |
| 4.  | Nong Kung | หนองกุง         | 18   | 9,606     |  |
| 5.  | Lao Kwang | เหล่ากวาง       | 12   | 4,965     |  |